# Santiago Cañizares
José Santiago Cañizares Ruiz (* 18. Dezember 1969 in Madrid) ist ein ehemaliger spanischer Fußballspieler, der zuletzt als Torhüter für den FC Valencia tätig war.

## Laufbahn
Cañizares begann seine Karriere beim spanischen Rekordmeister Real Madrid, jedoch wechselte er bereits nach kurzer Zeit den Verein. Bei RC Celta de Vigo war er eine feste Größe im Tor und verpasste nur zwei Ligaspiele. 1994 kaufte ihn Real Madrid für drei Millionen Euro zurück, er unterschrieb einen Vertrag für vier Jahre.

### FC Valencia
Wieder konnte Cañizares sich nicht wirklich durchsetzen und wechselte so in der Saison 1998/99 zum FC Valencia. Hier schaffte er es sich einen Stammplatz im Tor zu sichern, und in seiner ersten Saison im Mestalla-Stadion verpasste er kein Spiel und gewann mit seiner Mannschaft den spanischen Pokal. In den nächsten Jahren bestritt er mit FC Valencia zwei UEFA-Champions-League-Finals. Im Jahr 2002 trug er zum Gewinn der spanischen Meisterschaft bei, bevor ihm eine Verletzung einen Strich durch seine Rechnung für die Saison 2002/03 machte.
In der Saison 2003/04 fand er zu seiner Form zurück und musste in 37 Spielen nur 25 Gegentore hinnehmen. Er hatte sogar eine Serie, in der er fünfmal in Folge ohne Gegentor blieb. Im Europapokal war Cañizares immer dabei, und er hielt auch im UEFA-Pokal-Finale gegen Olympique Marseille sein Tor sauber. Valencia gewann dieses Finale mit 2:0, und zusätzlich wurde man ein weiteres Mal Meister in der Primera División.
Im Dezember 2006 verlängerte Cañizares seinen 2007 auslaufenden Vertrag um weitere zwei Jahre bis 2009. Im Dezember 2007 wurde der Spanier von Trainer Ronald Koeman aus dem Kader geworfen und aufgefordert, sich einen neuen Verein zu suchen. Aufgrund des Reglements konnte er jedoch während der laufenden Saison nicht zu einem anderen Verein aus der spanischen Primera División wechseln. Fünf Monate später, Koeman wurde inzwischen gekündigt, wurde Cañizares vom neuen Coach Voro in das Team zurückberufen. Voro erklärte jedoch zugleich, weiter auf Timo Hildebrand als Stammtorhüter zu setzen. Weil Hildebrand wegen einer Verletzung nicht einsatzfähig war, wurde Cañizares im ersten Spiel nach seiner Rückkehr in der Liga gegen CA Osasuna wieder von Beginn an eingesetzt und nahm in den folgenden Spielen nach Hildebrands Genesung wieder auf der Bank Platz. Zum Ende der Saison wurde sein Vertrag bei Valencia aufgelöst. Nachdem Valencia am vorletzten Spieltag der Saison den Klassenerhalt sichern konnte, durfte Cañizares am letzten Spieltag gegen Atlético Madrid sein Abschiedsspiel bei Valencia geben.

## Nationalmannschaft
1992 holte Cañizares mit Spanien die Goldmedaille bei den Olympischen Sommerspielen.
Im November 1993 feierte er sein Debüt in der spanischen A-Nationalmannschaft, als er nach zehn Minuten gegen Dänemark eingewechselt wurde. Er blieb ohne Gegentor und löste so für Spanien das Ticket für die Weltmeisterschaft 1994, wo er wie zwei Jahre später bei der EURO 1996 einmal zum Einsatz kam. Den Durchbruch schaffte Cañizares im Jahr 2000 bei der Endrunde in Belgien und den Niederlanden, wo er dreimal spielte.
In Japan und Südkorea 2002 wäre Cañizares Spaniens Stammtorhüter gewesen, wäre er nicht unmittelbar vor dem Turnier Opfer eines Unfalls durch eine heruntergefallene Aftershave-Flasche geworden, bei dem er sich eine Sehne im Fuß verletzte. An der EURO 2004 und der WM 2006 nahm er als zweiter Torhüter teil, wobei er 2006 im letzten Gruppenspiel gegen Saudi-Arabien zum Einsatz kam und ohne Gegentor blieb.
Insgesamt machte Cañizares 46 Spiele in der Nationalmannschaft.

## Erfolge/Titel
Als Nationalspieler
- Goldmedaille beim olympischen Fußballturnier: 1992

Mit seinen Vereinen
- Champions League: 1998
- Spanische Meisterschaft: 1997, 2002, 2004
- Spanischer Supercup: 1997, 1999
- Spanischer Pokalsieger: 1999, 2008
- UEFA-Pokal: 2004
- UEFA Super Cup: 2004

Auszeichnungen
- Trofeo Zamora: 1993, 2001, 2002, 2004
- UEFA Team of the Year: 2001